# Cosmosoma parambae
Cosmosoma parambae är en fjärilsart som beskrevs av Rothschild 1911. Cosmosoma parambae ingår i släktet Cosmosoma och familjen björnspinnare. Inga underarter finns listade i Catalogue of Life.